# Бобровка (Оленинский район)
Бобровка — деревня в Оленинском районе Тверской области, до 2019 года входила в состав Глазковского сельского поселения.
Расположена с северной стороны автомагистрали «Балтия» (Москва — Рига), в 5 км к северу от районного центра Оленино. Через деревню протекает река Бобровочка (приток Сишки).

## История
В 1802 году в Бобровке была построена каменная Успенская церковь, в 1871 году открылась сельская школа.
Имение Бобровка принадлежало дворянам Лыкошиным, Колечицким, с середины XIX века — Рачинским. В 1909—1912 годах в имении Рачинских часто бывал Андрей Белый, написавший здесь роман «Серебряный голубь».
В 1920 году в Бобровке имелось 27 дворов и проживало 87 человек. В 1997 году население деревни составляло 318 жителей.
До 2020 года в деревне действовала Бобровская основная общеобразовательная школа.

## Население
| 1859 | 1920 | 1997 | 2002 | 2008 | 2010 |
| ---- | ---- | ---- | ---- | ---- | ---- |
| 65   | ↗87  | ↗318 | ↘296 | ↘278 | ↘258 |